# Police Academy 2: Their First Assignment
Loca academia de policía 2: Su primera misión o Locademia de policía 2: Su primera misión (Police Academy: Their First Assignment en V.O) es una comedia de 1985 dirigida por Jerry Paris y la primera secuela de la Loca academia de Policía.
La mayoría de los actores que participaron en la primera película reaparecen interpretando sus propios papeles. Como novedad en el reparto, Howard Hesseman interpreta a Pete Lassard (hermano del Cte. Eric Lassard), Bobcat Goldthwait como Zed, Art Metrano, Peter Van Norden y Colleen Camp entre otros.

## Argumento
Una ola de crímenes está perturbando la tranquilidad del distrito 16 dirigido  por Pete Lassard (Howard Hesseman), jefe de la comisaría, una banda de delincuentes está tomando el control del barrio y la autoridad no puede hacer nada por remediarlo, cuando el jefe Hurst (George R. Robertson) pide resultados de inmediato, Pete le pide a su hermano Eric (George Gaynes) que le envien a un grupo de cadetes que puedan hacer frente a la situación, este le envía como ayuda a sus cadetes recién graduados, Carey Mahoney, Larvell Jones, Eugene Tackleberry, Moses Hightower, Laverne Hooks y Douglas Fackler (Steve Guttenberg, Michael Winslow, David Graf, Bubba Smith, Marion Ramsey y Bruce Mahler respectivamente), a dichos agentes les es asignado un compañero veterano, entre ellos Mahoney le toca de compañero a Vinnie Schtulman (Peter Van Norden), sargento e instructor de la unidad K-9 y a Tackleberry, la agente Kathleen Kirkland (Colleen Camp).
Mientras están patrullando Mahoney y Schtulman, tres individuos atracan la tienda de Sweetchuck (Tim Kazurinsky), cuando estos los descubren y entran en el establecimiento para impedir el atraco acaban destrozando la tienda cuando a ellos se une Fackler (Bruce Mahler) que quien al hacer ruido confunde a Schtulman y empieza a disparar, el escándalo alerta a Tackleberry y Kirkland quienes disparan a discreción poniendo en peligro la vida del tendero quien consigue huir por la única ventana intacta por los disparos. En la comisaría, el sargento Proctor (Lance Kinsey) lee en el informe de daños que los actos negligentes e irresponsables de los agentes han puesto en peligro la seguridad ciudadana, causando grandes daños materiales y perdidas económicas en cuanto a munición en más de 30.000 dólares, cuando Pete Lassard pide explicaciones, Mahoney convence al capitán de que sus actos no fueron malintencionados y que tan solo pretendían impedir un acto criminal, convencido de sus palabras, Lassard anima a sus muchachos a seguir. Pronto entran los agentes en acción y Mauser (Art Metrano) ve cómo el índice de criminalidad desciende llegando a detener a cerca de una cuarentena de malhechores, lamentablemente Mauser da la mala noticia de que la mayoría de los cargos han tenido que ser retirados por abuso desproporcionado de fuerza terminando por desquiciar a Pete para regocijo de Mauser quien ve cada vez más cerca la oportunidad de ser el nuevo capitán.
A la noche, Pete y Eric Lassard mantienen una conversación sobre los nuevos reclutas que este último le ha mandado acusándoles de ser unos manazas y una amenaza para la seguridad pública y que si no hace nada se verá pronto en el paro, a Eric se le ocurre una manera de dar la tranquilidad que necesita el barrio, crear una feria y decirles a los vecinos que la policía está con ellos, desafortunadamente la banda callejera a la cabeza de Zed (Bobcat Goldthwait) que los últimos días han estado aterrorizando al barrio hacen acto de presencia y sabotean el evento. Tras el desastre de la feria, Lassard presenta su dimisión y pasa el mando de capitán a Mauser quien alardea de su nuevo puesto, su primera función es, buscar al "gracioso" que le hizo una broma la semana pasada (Mahoney le gasto una broma tras cambiarle un bote de champú por resina epoxica mientras Mauser-aun como teniente- se estaba duchando pegándosele las manos al cabello), cuando Mauser amenaza con expedientar a todos si no sale el responsable, Mahoney aparece dando la cara diciendo que fue él el autor. Ante esas palabras, Mauser suspende indefinidamente al agente y con él se marcha Schtulman por defenderle.
En un bar, los tres empiezan a conversar sobre la banda callejera, de pronto Schtulman sugiere meter un topo en ella tras pensar en una antigua serie televisiva, a Lassard le parece una buena idea y empieza a pensar que Mahoney encaja con el perfil de un delincuente y por lo tanto idóneo para infiltrarse, lo primero que hacen es disfrazarle con un bigote postizo y chaqueta de cuero para que no lo reconozcan, en un callejón cuando ve a dos callejeros de la banda de Zed, Mahoney destroza una cabina telefónica como si de un demente se tratase, pronto, la agresividad de este atrae a los dos pandilleros quienes le ofrecen la oportunidad de ingresar en la banda, Mahoney se presenta a ellos con el nombre de "El Jeta" (Jughead en la versión original, en clara alusión a un personaje de los comics de Archie) miembro de los "Choris" quienes antes se llamaban los "Pichabravas", de pronto se acerca un coche patrulla conducido por el superior de Jones y el propio agente que no tarda en reconocer a Mahoney disfrazado, este le pide que no diga nada, mientras el oficial está cacheando a los dos delincuentes, Mahoney aprovecha y le quita el revólver, lejos de amenazarle con matarlo le pide a Jones que salga del vehículo y patee a su superior en el culo, más tarde aparta a su jefe del coche y revienta el motor a balazos, cuando oyen más ruidos de sirenas, los tres, incluido Mahoney se largan, no sin antes, este disculparse por sus actos y regocijarse ante su amigo de la actuación.
A la noche siguiente, Schtulman y Lassard preparan a Mahoney para infiltrarse y conocer al líder de la banda, el cual tiene que ir informando de su localización con un micrófono de juguete modificado de tal manera que emita señales FM (ellos podrán oírle a él, pero él a ellos no). A la mañana siguiente les pasan a recoger los dos individuos que conoció en la calle quienes les llevan hacia el sur de la ciudad, finalmente llegan al antiguo zoo abandonado donde es llevado a Zed, el cabecilla, un tipo peligroso y nada cuerdo, lamentablemente el micrófono falla y empieza a emitir señales FM delatando al agente infiltrado, pronto todos descubren que el nuevo candidato a ingresar en la banda es en realidad un policía. Schtulman y Lassard se dirigen raudos al viejo zoo y avisan a las demás unidades de que Mahoney se encuentra en grave peligro, finalmente todos los reclutas se reúnen en el antiguo zoológico con quien fuera anteriormente su capitán pero con ellos llega Mauser quien se hace cargo de la misión. El capitán se lleva consigo a Fackler a lo alto de una cueva desde donde se ve una pelea entre Mahoney y Zed (uno con una ridícula navaja y el otro con un machete), cuando se ata un nudo doble, ordenado por su superior, desafortunadamente tira a Mauser por el agujero justo donde está la trifulca, pronto todos los pandilleros huyen presa del pánico pero todas las salidas están bloqueadas por los policías, al final, Zed es detenido junto a su banda y el distrito por fin respira tranquilo además de que Mahoney, Schtulman recuperan su empleo y Lassard su puesto como capitán, por otra parte, los demás dejan olvidado a Mauser en la cueva colgando de un lado para otro boca abajo.
La película acaba en una iglesia donde Tackleberry se casa con Kathleen Kirkland siendo despedido con todos los honores.

## Reparto
| Actor               | Personaje               |
| ------------------- | ----------------------- |
| Steve Guttenberg    | Carey Mahoney           |
| Michael Winslow     | Larvell Jones           |
| David Graf          | Eugene Tackleberry      |
| Bubba Smith         | Moses Hightower         |
| Marion Ramsey       | Hooks Laverne           |
| Bruce Mahler        | Douglas Fackler         |
| George Gaynes       | Cte Eric Lassard        |
| George R. Robertson | Jefe Henry Hurst        |
| Howard Hesseman     | Pete Lassard            |
| Art Metrano         | Tte Mauser              |
| Lance Kinsey        | Proctor                 |
| Colleen Camp        | Kathleen Kirkland       |
| Peter Van Norden    | Vinnie Schtulman        |
| Bobcat Goldthwait   | Zed                     |
| Tim Kazurinsky      | Sweetchuck              |
| Jennifer Darling    | Alcaldesa Mary Sue Beal |
| Andrew Paris        | Bud Kirkland            |
| Christopher Jackson | Mojo                    |
| Church Ortiz        | Flacko                  |

## Doblaje
| Personaje                    | Actor original      | Actor de doblaje  |
| ---------------------------- | ------------------- | ----------------- |
| Oficial Carey Mahoney        | Steve Guttenberg    | Adrián Fogarty    |
| Oficial Moses Hightower      | Bubba Smith         | Luis de León      |
| Oficial Eugene Tackleberry   | David Graf          | Arturo Casanova   |
| Oficial Doug Fackler         | Bruce Mahler        | Arturo Mercado    |
| Oficial Larvell Jones        | Michael Winslow     | Carlos de Pavía   |
| Zed                          | Bobcat Goldthwait   | Yamil Atala       |
| Sr. Sweetchuck               | Tim Kazurinsky      | Alfredo Lara      |
| Capitán Peter 'Pete' Lassard | Howard Hesseman     | Carlos Petrel     |
| Teniente/Capitán Mauser      | Art Metrano         | Bernardo Ezeta    |
| Capitán Proctor              | Lance Kinsey        | Herman López      |
| Comandante Eric Lassard      | George Gaynes       | Octavio Rojas     |
| Oficial Kathleen Kirkland    | Colleen Camp        | Ana María Grey    |
| Oficial Vinnie Schtulman     | Peter Van Norden    | Mario Sauret      |
| Señor Kirkland               | Arthur Batanides    | Eduardo Borja     |
| Señora Kirkland              | Jackie Joseph       | Rosanelda Aguirre |
| Bud Kirkland                 | Andrew Paris        | Carlos Íñigo      |
| Comisionado Hurst            | George R. Robertson | Guillermo Romano  |
| Presentación                 | N/A                 | Guillermo Romo    |

## Recepción
La película fue la undécima producción que más dinero recaudó en las taquillas estadounidenses, con 55 600 000 dólares. Estuvo compitiendo en 1985 en todos los cines de Estados Unidos con otras producciones como Back to the Future, Rambo: First Blood Part II y Los Goonies. En cuanto a ventas, se recaudaron 27 200 dólares tras la publicación en VHS.
La película tuvo un éxito satisfactorio en Europa, recaudando en España la cifra de 2 980 000 euros de la época y alcanzando los 1,8 millones de entradas vendidas, lo que vendría a equivaler a unos 10 millones de euros actuales. En Suecia obtuvo 18 063 063 SEK (2 693 005 dólares).